# Adam Fischer (billedhugger)
 For alternative betydninger, se Adam Fischer. (Se også artikler, som begynder med Adam Fischer)
Kaj Adam Mathiessen Fischer (født 28. juli 1888 i København, død 18. januar 1968 i Ordrup), var en dansk tegner og skulptør. Han giftede sig 2. marts 1915 med maleren Ellen Fischer (1889-1966).

## Uddannelse og levned
Adam Fischer var søn af kreaturkommissionær Conrad Fredrik Fischer og Eva Alexandria Mathiessen. Han var elev på Vermehrens tegneskole i København, og studerede på Kunstakademiet i København 1908-13. Fra 1913-33 opholdt han sig i Frankrig, og gik på André Lhotes tegneskole i Paris 1917-18. Fra 1926-27 underviste han på den Lena Börjesons kunstskole Académie Scandinave, også kaldt Maison Watteau, i Paris. Adam Fischer var her bl.a. lærer for den danske billedhugger Astrid Noack, og kom også at være en betydelig inspirationskilde for mange af de svenske kunstnere der opholdte sig i Paris i perioden. Han var gift med maleren Ellen (Eline) Fischer (1889-1966).
Han fik Eckersbergmedaljen i 1936 for busten Eva la Cour, Thorvaldsenmedaljen 1950 og Prins Eugen-medaljen 1960.

## Værker i udvalg
- Portrætbuste af Nils Möllerberg (1923), bronze, Statens Museum for Kunst i København
- Portrætbuste af Astrid Noack (1928), bronze, Louisiana kunstmuseum i Humlebæk
- Portrætbuste af Otte Skjold (1931), terrakotta
- Græsk pige med stor krukke (1939), bronze, Københavns Maskinmesterskole, København
- Alspigen (1946), bronze, fontæne på Rådhustorvet i Sønderborg (opstillet 1951). En kopi af hovedfiguren, Pomona, findes ved Skissernas Museum i Lund.
- Pige med parasoll, bronze, opstillet 1957, Vâstertorp, Stockholm, også i Skärholmen og på Spånga torv i samme by
- Mindesmærke over indenrigsminister Ove Rode (fra 1936-38), fransk Euville-kalksten, Ove Rodes Plads i København
- Ung pige fra Kreta (1942-52), keramik, flere versioner, blandt andet på Statens Museum for Kunst i København
- Pige der spejler sig (1946), bronze, Østergade i Holstebro

## Galleri
- Eva la Cour Portrætbuste, belgisk granit, 1934-36, Ny Carlsberg Glyptotek.